# Harald Stephan
Harald Stephan (* 13. Mai 1939 in Mildenau) ist ein deutscher Bildhauer.

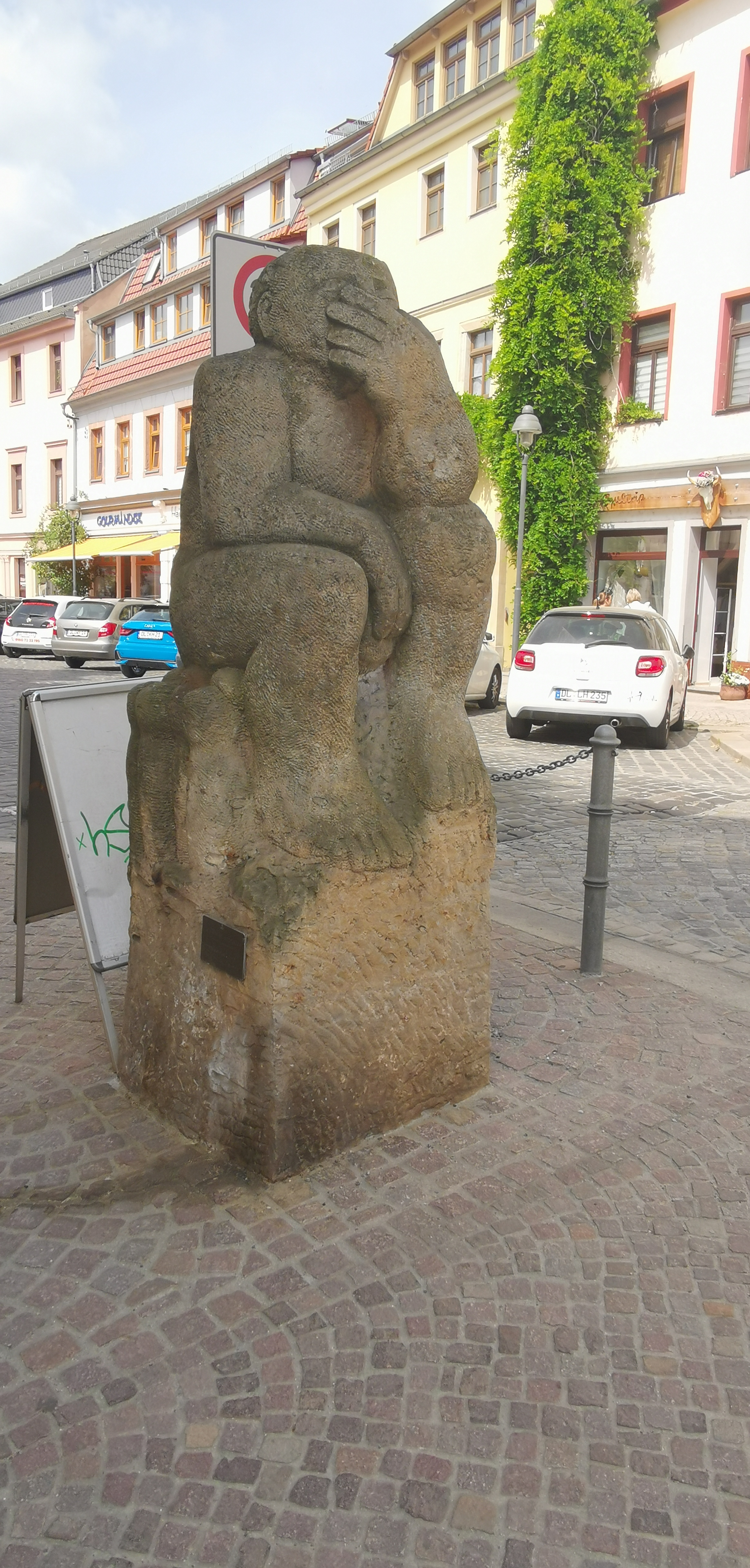
Döbelner Kegelbrüder

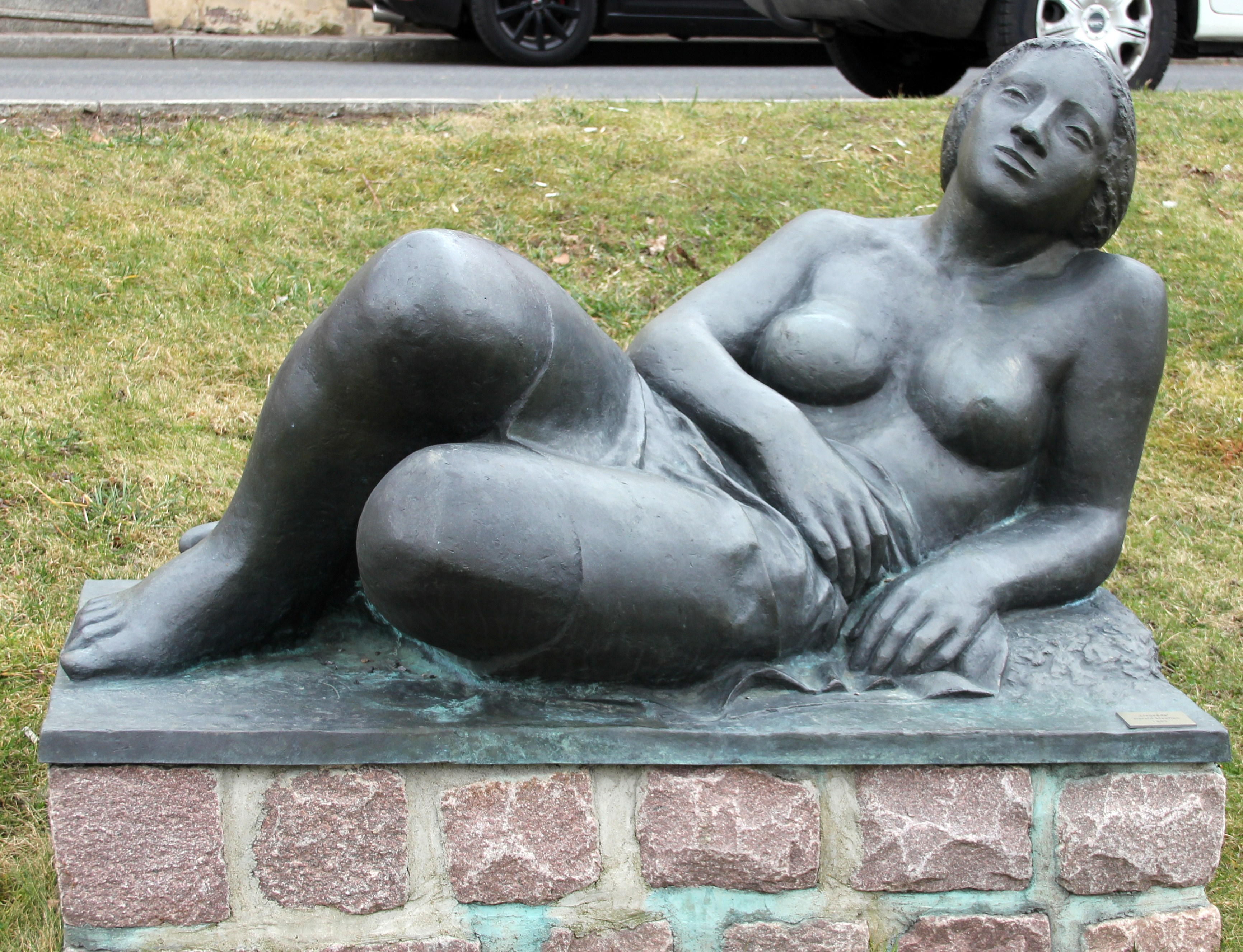
Skulptur Liegende

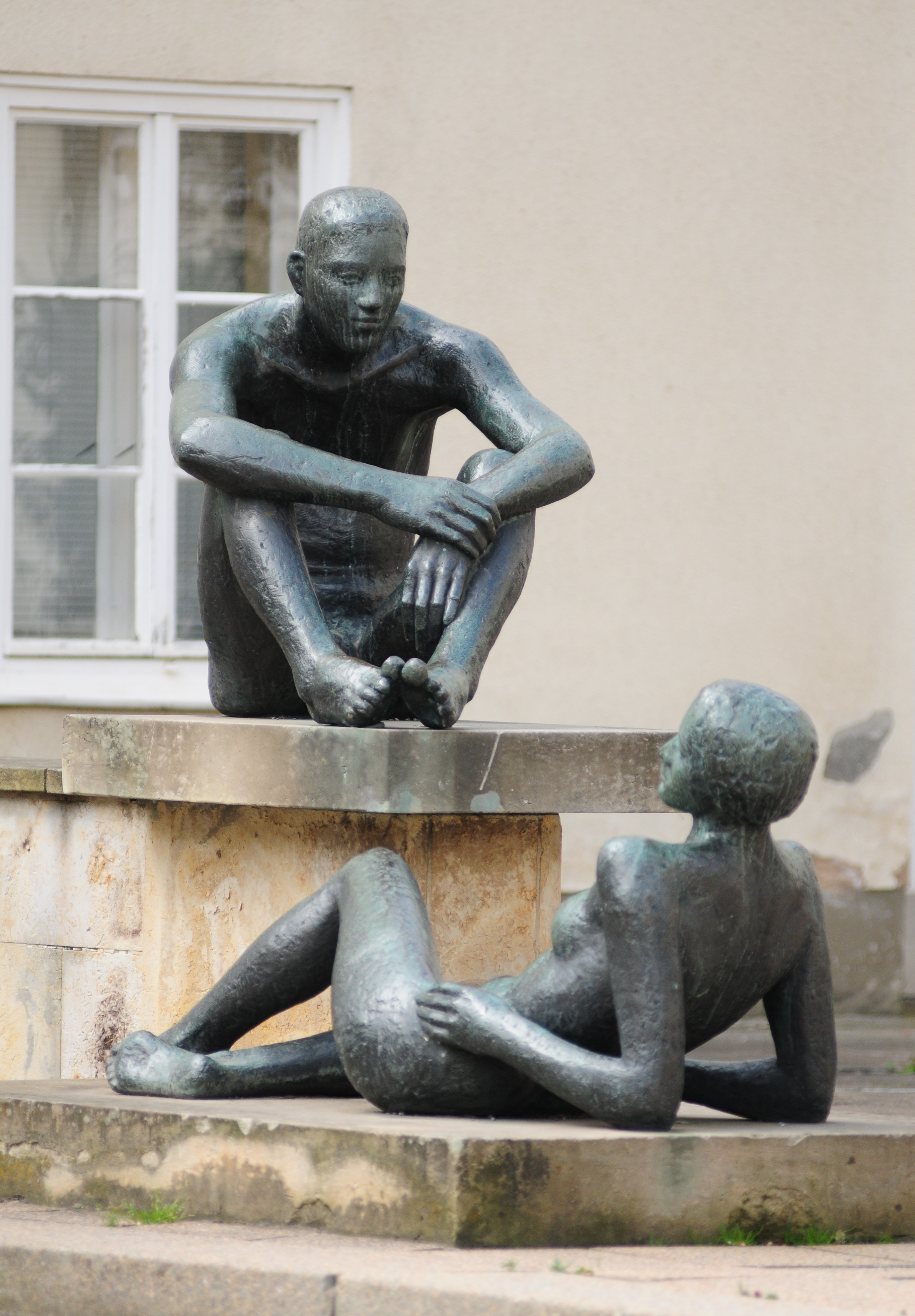
Paar Stadtbad Chemnitz

## Leben
Seine Kindheit und Schulzeit verbrachte Stephan im Heimatort. Er besuchte die Grundschule und von 1955 bis zum Abitur 1958 die Arbeiter-und-Bauern-Fakultät für Bildende Kunst in Dresden. Von 1959 bis 1964 studiert er in der Fachrichtung Plastik an der Hochschule für Bildende Künste in Dresden bei Walter Arnold und  Gerd Jaeger. Danach arbeitete er freischaffend, unterbrochen 1974/1975 durch ein Studium als Meisterschüler von Gerhard Geyer an der Deutschen Akademie der Künste.
Stephan war bis 1990 Mitglied des Verbands Bildender Künstler der DDR. Er hatte in der DDR eine bedeutende Zahl von Einzelausstellungen und Ausstellungsbeteiligungen, u. a. von 1972 bis 1988 an der VII. bis X. Kunstausstellung der DDR in Dresden.
In seinem Atelier studierten und arbeiteten auch andere Bildhauer, wie Gotthard Richter. Neben seiner bildhauerischen künstlerischen Tätigkeit arbeitet er gern mit Schülern und Jugendlichen. U. a. arbeitete er im Rahmen des  Deutschen Kinderschutzbund (Kreisverband Aue / Schwarzenberg auf dem Gebiet der Schuljugendarbeit) innerhalb eines Projektes mit den jungen Teilnehmer am Teilprojekt Mosaiksteine für den Platz der Turnhalle. Er lebte und arbeitete in Chemnitz und ist mit der Fotografin Christine Stephan-Brosch verheiratet, mit der er 1997 in das Erzgebirge nach Siebenhöfen zog.

## Ehrungen
- 1976: Kurt-Barthel-Preis des Rates des Bezirks Karl-Marx-Stadt
- 1982: Verdienstmedaille der DDR
- 1982: Kunstpreis des FDGB

## Werke, Auswahl
- 1976: Skulptur Liegende in Chemnitz-Markersdorf
- 1979: Skulptur Großer Akt, aus Holz in Karl-Marx-Stadt
- 1982: Skulptur Weiblicher Akttorso im Schloßbergpark Karl-Marx-Stadt
- 1983: Figur Paar von Heinrich Brenner  1935 für das Stadtbad in Chemnitz, im Zweiten Weltkrieg zerstört.  Das neue Paar wurde im Rahmen der Rekonstruktion des Stadtbades aufgestellt.
- 1985: Skulptur Junge Frau im Rosengarten (Chemnitzer Stadtpark)
- 1986: Skulptur Sitzende mit Tuch aus Betonguss. 2013 wurde sie bei Umbauarbeiten im Geraer Klinikum abgebaut.bleibt verschwunden
- 1988: Steinskulptur Sitzende im Park am Falkeplatz Karl-Marx-Stadt. Einweihung während des Pioniertreffens am 17. August 1988
- 1988: Steinskulptur Spielhaus im Park am Falkeplatz in Karl-Marx-Stadt
- 1988: Skulptur Familie in Berlin-Marzahn
- 1992: Skulpturen Die Kegelbrüder Ritterstraße in Döbeln

## Gruppenausstellung nach der deutschen Wiedervereinigung
- 2024: Chemnitz, Neue Sächsische Galerie („Die gespaltene Generation.“)[3]